# Eugeniusz Pryczkowski
Eugeniusz Pryczkowski (kasz. Eùgeniusz Prëczkòwsczi; ur. 7 lipca 1969 w Wejherowie) – doktor nauk humanistycznych, kaszubski dziennikarz, poeta, pisarz, tłumacz, autor tekstów, wydawca i działacz, członek władz Zrzeszenia Kaszubsko-Pomorskiego, wiceprzewodniczący Rady Powiatu Kartuskiego, założyciel zespołu „Młodzëzna”.

## Życiorys
Eugeniusz Pryczkowski pochodzi ze wsi Stążki k. Sianowa. Ukończył szkołę podstawową w Łebieńskiej Hucie k. Szemuda i Liceum Ogólnokształcące im. H. Derdowskiego w Kartuzach. W 1988 r. zamieszkał w Gdańsku i zaczął studia na Politechnice Gdańskiej na kierunku budownictwo lądowe, ukończone w 1994 r. Ukończył Podyplomowe Studium Pedagogiczne na Wyższej Szkole Ateneum w Gdańsku. W 2016 r. obronił doktorat w zakresie historii na Uniwersytecie Kazimierza Wielkiego w Bydgoszczy. Na studiach w Gdańsku zetknął się z ks. Franciszkiem Gruczą, za którego ucznia się uważa, rozpoczął działalność regionalną, założył kaszubskie czasopismo Tatczëzna i zaczął współpracę z programem telewizyjnym Rodnô zemia. W 1993 r. wydał swą pierwszą publikację – tłumaczenie powiastek Anthony’ego de Mello. Dwa lata później założył tygodnik Norda, a wraz z Arturem Jabłońskim wydawnictwo Szos. W latach 1997–2000 odbył specjalistyczne szkolenia w zakresie dziennikarstwa telewizyjnego. Od 1998 r. publikuje we własnym wydawnictwie Rost. Od 2003 r. jest członkiem Związku Autorów i Kompozytorów Scenicznych, a od 2005 r. Związku Literatów Polskich. W 2004 r. znalazł się w składzie Rady Języka Kaszubskiego. W 2010 r. został radnym Powiatu Kartuskiego. Od 2002 r. jest też członkiem Rady Ekonomicznej (komitetu rozbudowy) Sanktuarium Królowej Kaszub w Sianowie.
Od 2001 r. mieszka w Baninie z żoną Elżbietą z d. Reiter (zam. 1994 r.) i czworgiem dzieci: Weroniką (ur. 1996), Antonim (ur. 1998), Witosławem (ur. 2000) i Julianem (ur. 2002). W 2005 r. założył i współprowadzi kaszubski zespół dziecięco-młodzieżowy Spiéwné Kwiôtczi z Banina. Regularnie przygotowuje Wojewódzki Konkurs Multimedialny, festiwal Kąsk do Smiéchu i in.

## Praca na rzecz Kaszub
W 1989 r. E. Pryczkowski wstąpił do Zrzeszenia Kaszubsko-Pomorskiego i jego klubu studenckiego Pomorania. Od 1990 r. był jego wiceprezesem, a w latach 1991–1992 prezesem. W 1992 r. organizował jubileusz XXX-lecia Pomoranii i uczestniczył w II Kongresie Kaszubskim, m.in. jako redaktor biuletynu Lecëdło. Od 1992 r. jest delegatem na zjazd ZK-P, a od 1995 r. członkiem jego władz. W latach 1993–1998 był wiceprezesem, a w latach 1998–2001 skarbnikiem oddziału ZK-P w Gdańsku. W 2002 r. założył, a w 2003 r. został przewodniczącym klubu, a od 2004 r. prezesem oddziału ZK-P w Baninie. W latach 2004–07 był przewodniczącym Komisji Kościelnej ZK-P. Od stycznia 2008 r. należy do Rady Języka Kaszubskiego. W 1990 r. był współorganizatorem Kaszëbsczich Òżniwinów w Sianowie. W 2001 r. zainicjował tam budowę Kaszubskiej Drogi Krzyżowej na placu pielgrzymkowym w Sanktuarium Królowej Kaszub, którą odprawia się od 2004 r., oraz misteria Pusta Noc dla Ojca Świętego (2005) i Oratorium Sianowskie (2009), a wraz z A. Jabłońskim coroczne Zjazdy Twórców Literatury Kaszubskiej w Wejherowie, organizowane w latach 1996–2000. Występował w Pierwszej Kaszubskiej Pasji T. Fopkego (2002–2004) oraz w kaszubskiej wersji językowej filmu Jezus (2004). Był konsultantem językowym, a także kaszubskim aktorem, w filmie „Kamerdyner” w reż. Filipa Bajona.

## Praca w mediach
W 1989 r. E. Pryczkowski związał się z kaszubskim Klubem Studentów Pomorania. W 1990 r. współzałożył pismo Tatczëzna, którego w 1991 r. był redaktorem naczelnym. W 1990 r. nawiązał współpracę z kaszubskim magazynem telewizyjnym Rodnô zemia jako lektor kaszubskiego. W kwietniu 1995 r. został jego współredaktorem, a pod koniec 1998 r. redaktorem. Prowadził go do jego likwidacji w 2010 r. Rozpoczął wtedy przygotowywanie kaszubskich programów dla telewizji kablowej: Spiéwné Ùczbë w TV Teletronik i Wòjnowi Kaszëbi w CSB TV. Od 1992 do 2001 r. był też felietonistą magazynu Na bôtach i w bòrach, nadawanego w Radiu Gdańsk.
Na początku 1995 r. E. Pryczkowski związał się z wydawnictwem Rumina, gdzie wraz z Kazimierzem Klawitrem na początku 1995 r. założył tygodnik Norda. Od początku był redaktorem pisma, które od stycznia 1997 r. ukazuje się jako weekendowy dodatek do Dziennika Bałtyckiego. Redagował go do 2010 r.

## Twórczość literacka
Jako literat zadebiutował w 1990 r. w Tatczëznie wierszem Rodnô Mòwa. Publikował i publikuje m.in. w pismach Gwiazda Morza, Gazeta Kartuska, Kurier Bytowski, Lesôk, Nasz Tygodnik Kartuzy, Pomerania, Zsziwk i Zrzesz Kaszëbskô w językach polskim i kaszubskim, na który również tłumaczy.
Napisał ponad trzy tysiące pozycji publicystycznych, wierszy, pieśni, felietonów, opowiadań, szkiców i tłumaczeń. Używane pseudonimy: Manijôczka, Antoni Radtke, Jan Antonowicz, Jan Dosz. Pod własnym nazwiskiem napisał, zredagował i wydał ponad 30 książek. W prowadzonych przez siebie wydawnictwach opublikował około stu pozycji literatury regionalnej, z niemal wszystkich gatunków literackich, po polsku i kaszubsku. Przyczynił się walnie do opracowania obowiązującego od 13 maja 1996 r. wariantu pisowni kaszubskiej.

## Publikacje (wybór)
- Anthony de Mello - Casnô aureola, Gdańsk 1993 (tłumaczenie)[1]
- Dërchôj królewiónkò, Gdynia 1996 (redakcja)[2]
- Më trzimómë z Bògã, Gdynia 1998 (przekłady, redakcja; współpraca: Eugeniusz Gołąbek)[3]
- Na jimiã Bòsczé, Gdańsk 2000[4]
- Bëlny szport wiele wôrt, Gdańsk 2000, 2010 (redakcja)[5][6]
- Mësla dzecka, Gdańsk 2001 (redakcja; współpraca: Elżbieta Pryczkowska)[7]
- Królowa Kaszub, Banino-Pelplin 2002[8]
- Piesnie Rodny Zemi, Banino-Pelplin 2003 (plus płyta CD; współautorzy: Tomasz Fopke i Jerzy Stachurski)[9]
- Òjcze nasz, Banino-Pelplin 2004 (redakcja)[10]
- Bòże pòmagôj. Jan Paweł II do Kaszubów, Banino-Pelplin 2005[11]
- Ksążeczka do nôbòżéństwa, Pelplin 2005[12]
- Zrzeszeni w Baninie, Banino-Pelplin 2006[13]
- Dlô Was Panie, Gdańsk 2006 (redakcja)[14]
- Wspomnienia kaszubskich Sybiraków, Banino-Pelplin 2006 (redakcja)[15]
- Sól zemi, Banino 2007[16]
- Kaszubski Kordecki. Życie i twórczość ks. prał. Franciszka Gruczy, Banino 2008[17]
- Nótë kaszëbsczé. Pòpùlarné piesnie, Banino 2008 (redakcja)[18]
- Siła Żukowa, Banino-Żukowo 2009[19]
- Norbertańska siła Kaszub, red. Andrzej Groth, Eugeniusz Pryczkowski, Banino-Żukowo 2011[20]
- Kùńczi sã mòja pielgrzimka. 100 lat Władysławy Gołąbek z Pryczkowskich, Banino 2012[21]
- Leksykon Ziemi Żukowskiej, Żukowo 2012[22]
- Dzecynny czas, tomik poezji, Banino 2012[23]
- Serce miec, współautor Jerzy Stachurski, śpiewnik, Banino 2015[24]
- Swiónowskô nasza Matinko. Dzieje parafii i sanktuarium oraz cuda Królowej Kaszub, Banino 2016[25]
- Król Kaszubów – Karol Krefft, Banino 2016[26]
- Kaszëbskô młodëch rewòlucjô, współautor Katarzyna Kankowska–Filipiak, Banino 2017[27]
- Sanktuarium sianowskie a tożsamość kaszubska, praca zbiorowa, red., Sianowo-Banino 2018[28]
- Banino. Miszewo, Pępowo, Rębiechowo – dzieje dramatyczne i piękne, Banino 2018[28]
- Królowa Morza. Kaszubskie sanktuarium w Swarzewie, Banino-Swarzewo, 2019[29]
- Z Bãdargòwa do Lëzëna. Paweł Miotk – dzejôrz, lëterat, wójt, współautor Gracjan Fopke, Banino 2020[30]

- Płomiéń miłotë. 51 sonetów na 51 lat, Banino 2020[31]
- X Festiwali Filmów Kaszubskich, Banino 2020[32].

## Dyskografia (wybór)
- Jadą z kòlãdą (kaseta magn., Sierakowice 1998)
- Piesnie Rodny Zemi (2003)
- Më jesmë młodi (Luzino 2004)
- Le żecé biegô (Luzino 2006)
- Òd se cos dac (Banino 2008)
- Oratorium Sianowskie (Banino 2009)
- Piãkné Kaszëbë (Koleczkowianie, Szemud, 2010)
- Cél daleczi (Banino 2010)
- Wiedno Kaszëbë (Banino 2012)
- Dwie stegnë (Banino 2017)
- Mój tusk (Banino 2018)
- Żegnôj swiat całi (2019)

## Nagrody
- Skra Ormuzdowa (1991)
- Wyróżnienie Polcul Foundation za działalność dziennikarską na Kaszubach (1998)
- Medal Stolema (1999)[33]
- Nagroda literacka im. Romana Wróblewskiego (1993)
- II nagroda na Ogólnopolskim Konkursie Prozatorskim im. Jana Drzeżdżona w Wejherowie (1996)
- Nagroda Zarządu Głównego ZK-P na XII Ogólnopolskim Konkursie Literackim im. Mieczysława Stryjewskiego w Lęborku (1997)
- Nagroda Instytutu Kaszubskiego na XV Ogólnopolskim Konkursie Literackim im. Mieczysława Stryjewskiego w Lęborku (2000)
- Nagroda Burmistrza Kartuz Lokalne partnerstwo 2002, (2003)
- Mistrz Kaszubskiej Ortografii w II Dyktandzie Kaszubskim (Wejherowo 2003)
- III nagroda na Targach Książki w Kościerzynie za Piesnie Rodny Zemi (2003)
- Nagroda Gminy Somonino Kaszëba 2003 (2004)
- I nagroda na Targach Książki Kaszubskiej i Pomorskiej w Kościerzynie za Bòże pòmagôj. Jan Paweł II do Kaszubów (2005)
- Nagroda Gminy Kosakowo Złoty Kłos (2005)
- Medal 50-lecia Zrzeszenia Kaszubsko-Pomorskiego (2006)
- III nagroda na Ogólnopolskim Konkursie Prozatorskim im. Jana Drzeżdżona w Wejherowie (2007)
- II Nagroda w Ogólnopolskim Konkursie Poezji Maryjnej (2011)
- I Nagroda w Ogólnopolskim Konkursie Poezji Maryjnej (2012)
- Arcymistrz Kaszubskiej Ortografii (2012)[34]
- Medal im. Lecha Badkowskiego (2018)[35]
- Nagroda Gminy Żukowo "Sucovia" (2019)[36]
- Medal "Srebrna Tabakiera Abrahama" (2019)[37]
- Srebrny Medal "Zasłużony Kulturze Gloria Artis" (2019)[38]